# Олден (тауншип, округ Фриборн, Миннесота)
Олден (англ. Alden) — тауншип в округе Фриборн, Миннесота, США. На 2000 год его население составило 338 человек.

## География
По данным Бюро переписи населения США площадь тауншипа составляет 91,6 км², из которых 91,6 км² занимает суша, водоёмов нет.

## Демография
По данным переписи населения 2000 года здесь находились 338 человек, 125 домохозяйств и 106 семей.  Плотность населения —  3,7 чел./км².  На территории тауншипа расположено 132 постройки со средней плотностью 1,4 построек на один квадратный километр. Расовый состав населения: 98,22 % белых, 1,78 % — других рас США. Испанцы или латиноамериканцы любой расы составляли 1,78 % от популяции тауншипа.
Из 125 домохозяйств в 30,4 % воспитывались дети до 18 лет, в 77,6 % проживали супружеские пары, в 1,6 % проживали незамужние женщины и в 15,2 % домохозяйств проживали несемейные люди. 13,6 % домохозяйств состояли из одного человека, при том 3,2 % из — одиноких пожилых людей старше 65 лет. Средний размер домохозяйства — 2,70, а семьи — 2,94 человека.
23,1 % населения — младше 18 лет, 8,6 % — в возрасте от 18 до 24 лет, 28,1 % — от 25 до 44, 27,5 % — от 45 до 64, и 12,7 % — старше 65 лет. Средний возраст — 40 лет. На каждые 100 женщин приходилось 119,5 мужчин.  На каждые 100 женщин старше 18 приходилось 111,4 мужчин.
Средний годовой доход домохозяйства составлял 45 417 долларов, а средний годовой доход семьи —  46 458 долларов. Средний доход мужчин —  30 446  долларов, в то время как у женщин — 19 167. Доход на душу населения составил 17 800 долларов. За чертой бедности не находилась ни одна семья и 1,6 % всего населения тауншипа.